# Wohlen-Meisterschwanden-Bahn

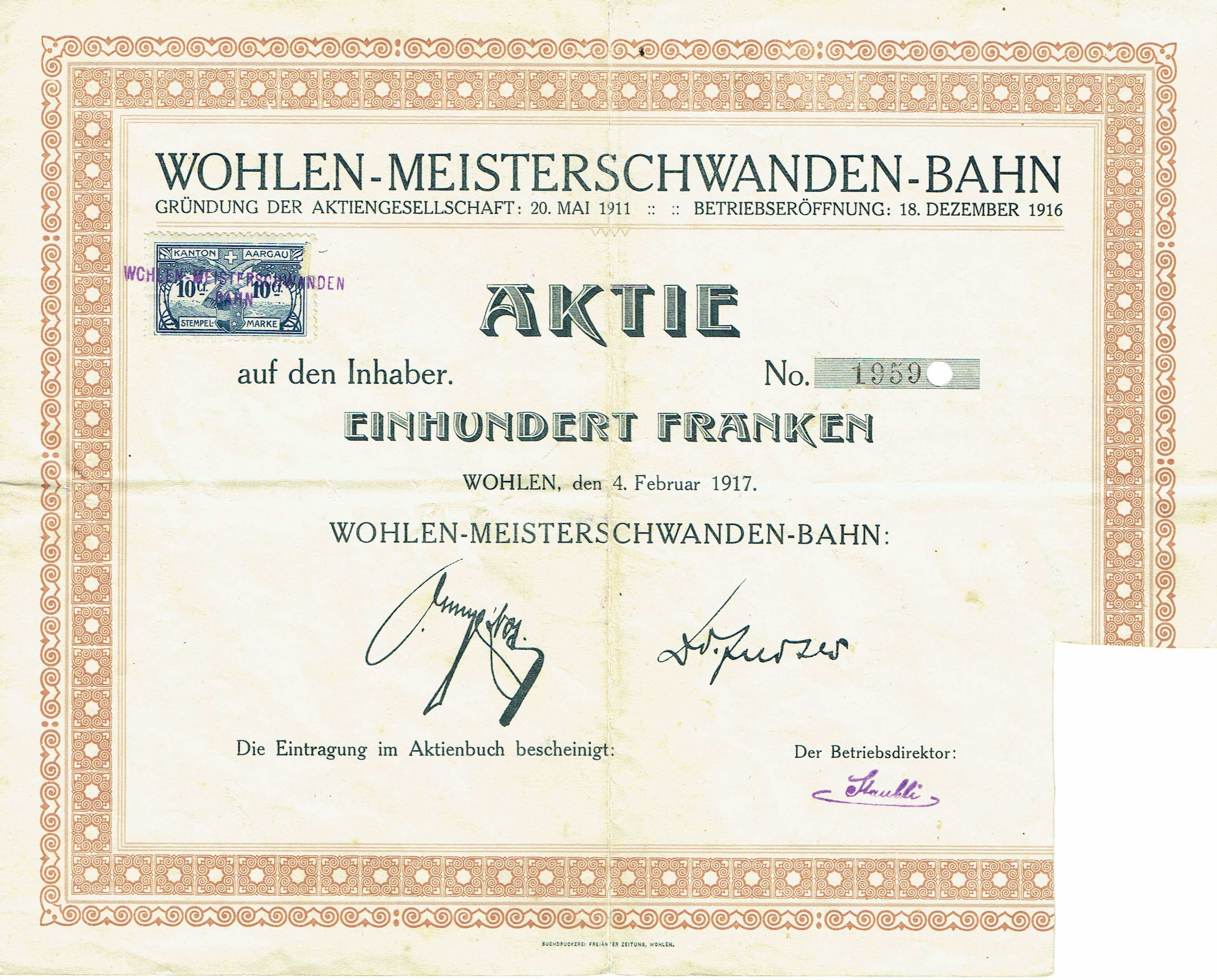
Aktie über 100 Franken der Wohlen-Meisterschwanden-Bahn vom 4. Februar 1917

| Fahrplanfeld: | 652                        |                             |                          |
| Streckenlänge: | 8.23 km                    |                             |                          |
| Spurweite: | 1435 mm (Normalspur)       |                             |                          |
| Stromsystem: | (1916–1966) 1000–1200 V =  |                             |                          |
| Stromsystem: | (1966–1997) 15 kV 16⅔ Hz ~ |                             |                          |
| Maximale Neigung: | 44 ‰                       |                             |                          |
| Minimaler Radius: | 90 m                       |                             |                          |
| |                            |                             |                          |
| Wohlen–Meisterschwanden |                            |                             |                          |
| \| \| \| Südbahn von Rotkreuz \| \| \| \| 0,0 \| Wohlen AG \| 423 m ü. M. \| \| \| \| Südbahn nach Aarau/Brugg \| \| \| \| 1,4 \| Villmergen Rangieranlage \| Villmergen Rangieranlage \| \| \| \| \| \| \| \| 2,1 \| Villmergen \| 428 m ü. M. \| \| \| 3,8 \| Hilfikon \| 479 m ü. M. \| \| \| 6,4 \| Sarmenstorf \| 531 m ü. M. \| \| \| 8,2 \| Fahrwangen-Meisterschwanden \| 538 m ü. M. \| |                            |                             |                          |
| Strecke |                            | Südbahn von Rotkreuz        | Südbahn von Rotkreuz     |
| Bahnhof | 0,0                        | Wohlen AG                   | 423 m ü. M.              |
| Abzweig geradeaus und nach rechts |                            | Südbahn nach Aarau/Brugg    | Südbahn nach Aarau/Brugg |
| Blockstelle | 1,4                        | Villmergen Rangieranlage    | Villmergen Rangieranlage |
| |                            |                             |                          |
| Bahnhof (Strecke außer Betrieb) | 2,1                        | Villmergen                  | 428 m ü. M.              |
| Haltepunkt / Haltestelle (Strecke außer Betrieb) | 3,8                        | Hilfikon                    | 479 m ü. M.              |
| Bahnhof (Strecke außer Betrieb) | 6,4                        | Sarmenstorf                 | 531 m ü. M.              |
| Kopfbahnhof Streckenende (Strecke außer Betrieb) | 8,2                        | Fahrwangen-Meisterschwanden | 538 m ü. M.              |

Die Wohlen-Meisterschwanden-Bahn (WM) war eine 8,23 km lange normalspurige Eisenbahnstrecke im Kanton Aargau in der Schweiz. Sie führte in den Jahren 1916 bis 1997 von Wohlen über Villmergen, Hilfikon und Sarmenstorf nach Fahrwangen. Der Endbahnhof lag nahe der Grenze zu Meisterschwanden und erhielt deshalb auch den Namen dieser Gemeinde. Bis 1966 fuhren die Züge mit Gleichstrom, danach mit Wechselstrom. Ein kurzes Teilstück bis zur Industriezone in Wohlen blieb erhalten und wird heute noch sporadisch für den Güterverkehr genutzt. Die restliche Strecke wurde abgebrochen und zum grössten Teil in einen Radweg umgebaut.

## Geschichte

### Planungen
Ab 1853 verkehrte auf der Strasse zwischen Wohlen und Fahrwangen eine Postkutsche, die für die Strecke rund eine Stunde Fahrzeit benötigte. Ab 1874 bestand in Wohlen Anschluss an die Südbahn. Zu Beginn des 20. Jahrhunderts gab es erstmals Pläne für eine bessere Erschliessung des östlichen Ufers des Hallwilersees. Zur Diskussion standen die Varianten Wohlen–Meisterschwanden, Fahrwangen–Boniswil und Wohlen–Boniswil. Am 17. Dezember 1905 beschloss eine Versammlung von Interessenten in Wohlen die Ausarbeitung eines Vorprojekts für die Errichtung einer schmalspurigen Strassenbahn Wohlen–Boniswil. Am 2. September 1909 lehnten die Gemeindevertreter an einer Versammlung in Boniswil das vorgelegte Projekt jedoch wegen zu hoher Kosten ab.
Das Initiativkomitee nahm das Angebot der Bahnindustrie AG aus Hannover an, unentgeltlich ein Projekt für eine normalspurige Bahnlinie Wohlen–Meisterschwanden auszuarbeiten. In der Folge entbrannte eine Auseinandersetzung zwischen Befürworten einer Schmalspur- und einer Normalspurbahn. Erstere deuteten auf die Möglichkeit hin, in Wohlen einen Anschluss an die Bremgarten-Dietikon-Bahn zu schaffen und die Strecke bis nach Boniswil zu führen. Letztere versprachen sich ein grösseres Potenzial für den Güterverkehr durch das Entfallen des zeitraubenden Umladens im Bahnhof Wohlen. Im Frühjahr 1911 beschlossen die Gemeindevertreter, eine Normalspurbahn zu bauen und das Teilstück Meisterschwanden–Boniswil nicht auszuführen.
Der Bundesrat erteilte am 6. April 1911 die Konzession. Verzögerungen ergaben sich, als die Bahnindustrie AG in Konkurs ging. Die Direktion liess daraufhin ein neues Schmalspurprojekt ausarbeiten, das jedoch in keiner Weise befriedigte. Schliesslich erklärte sich die Otto Conrad AG aus Berlin bereit, das Normalspurprojekt auszuführen. Für den Bau der elektrischen Anlagen konnte die Berliner AEG gewonnen werden. Das Aktienkapital betrug 860'000 Franken, wovon der Kanton Aargau 200'000 Franken und verschiedene Gemeinden 500'000 Franken übernahmen; hinzu kamen Obligationen in Höhe von 230'000 Franken.

### Streckenbau

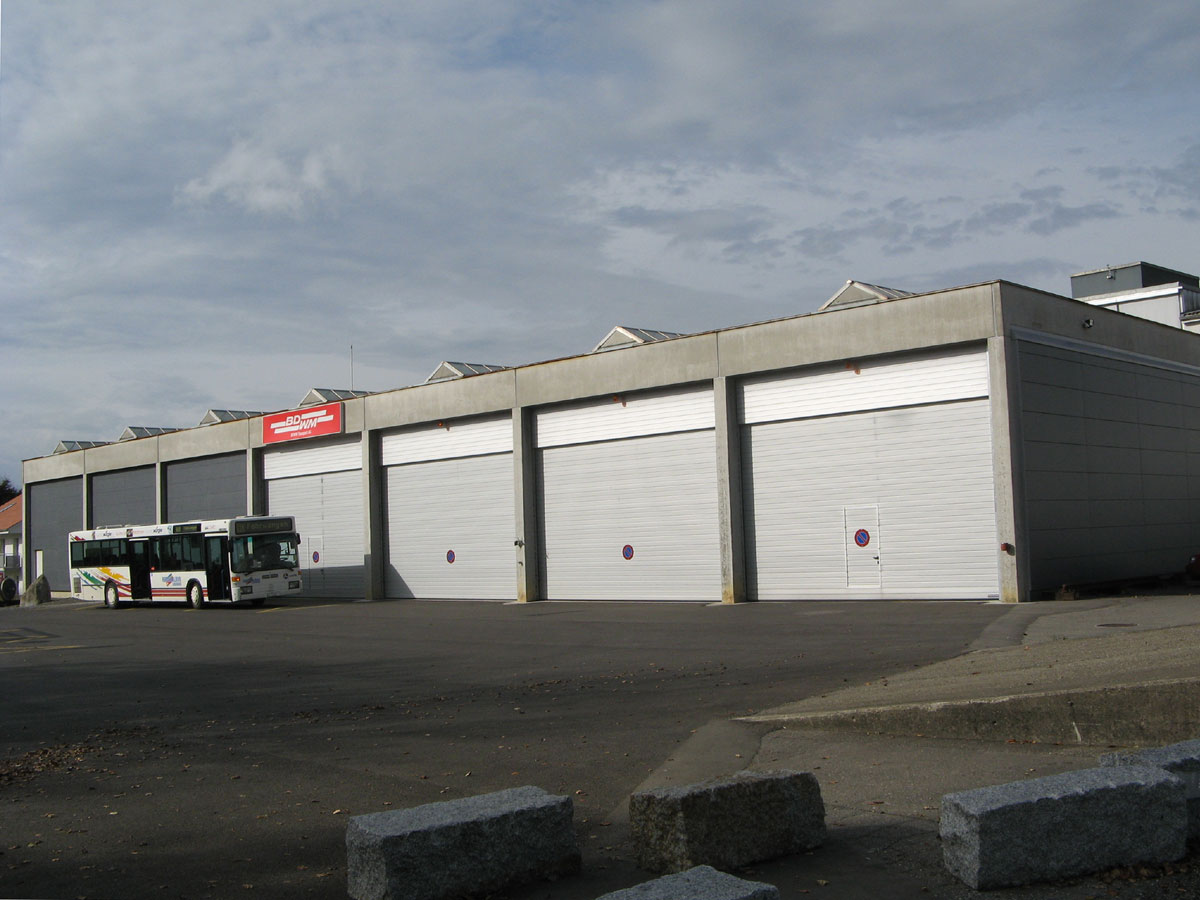
Ehemaliges Depot in Fahrwangen (heute Busdepot)

Nachdem das Eisenbahndepartement am 20. Oktober 1914 das Bauprojekt genehmigt hatte, erfolgte der Spatenstich noch am selben Tag. Aufgrund des kurz zuvor ausgebrochenen Ersten Weltkriegs und des Arbeitskräftemangels verzögerten sich die Bauarbeiten. Für Kritik sorgte die Tatsache, dass der Bauauftrag an deutsche Unternehmen vergeben worden war; allerdings hatte kein Schweizer Unternehmen eine ähnlich günstige Offerte gemacht. Bemühungen der AEG, den Kupferdraht für die Fahrleitung aus den USA zu beziehen, scheiterten. Dieser konnte schliesslich mit erheblicher Verzögerung bei Aubert, Grenier & Cie. in Cossonay bestellt werden.
Die Strecke war am 30. November 1916 vollendet. Nach zweiwöchigen Probefahrten fand am 12. Dezember die amtliche Kollaudation statt, woraufhin das Eisenbahndepartement die Betriebsaufnahme gestattete. Die offizielle Eröffnung der 8,23 km langen Strecke mit einer Spannung von 1000 Volt Gleichstrom erfolgte am 17. Dezember, der fahrplanmässige Betrieb wurde am darauf folgenden Tag aufgenommen.

Bahnhöfe
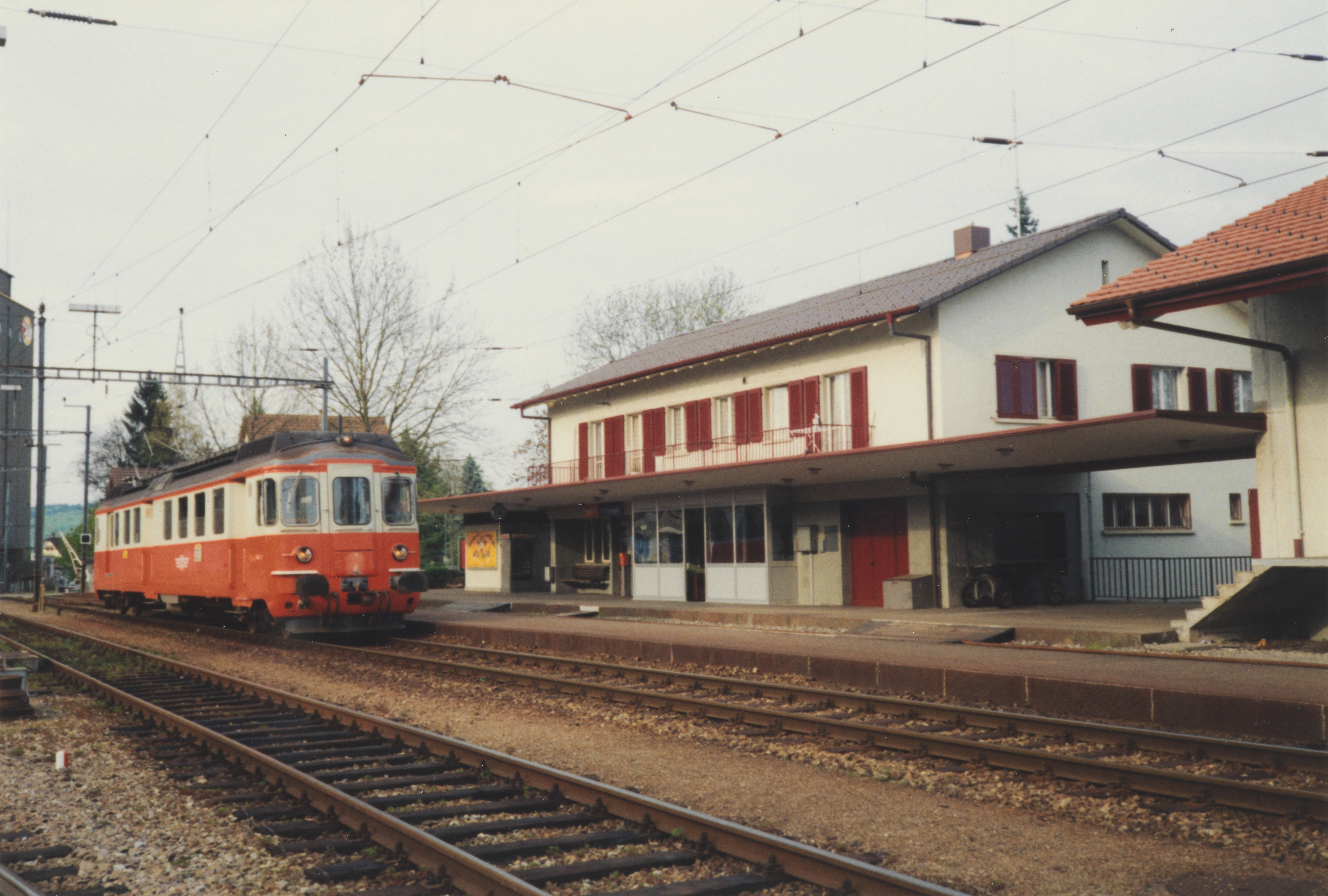
Bahnhof Villmergen, ca. 1990
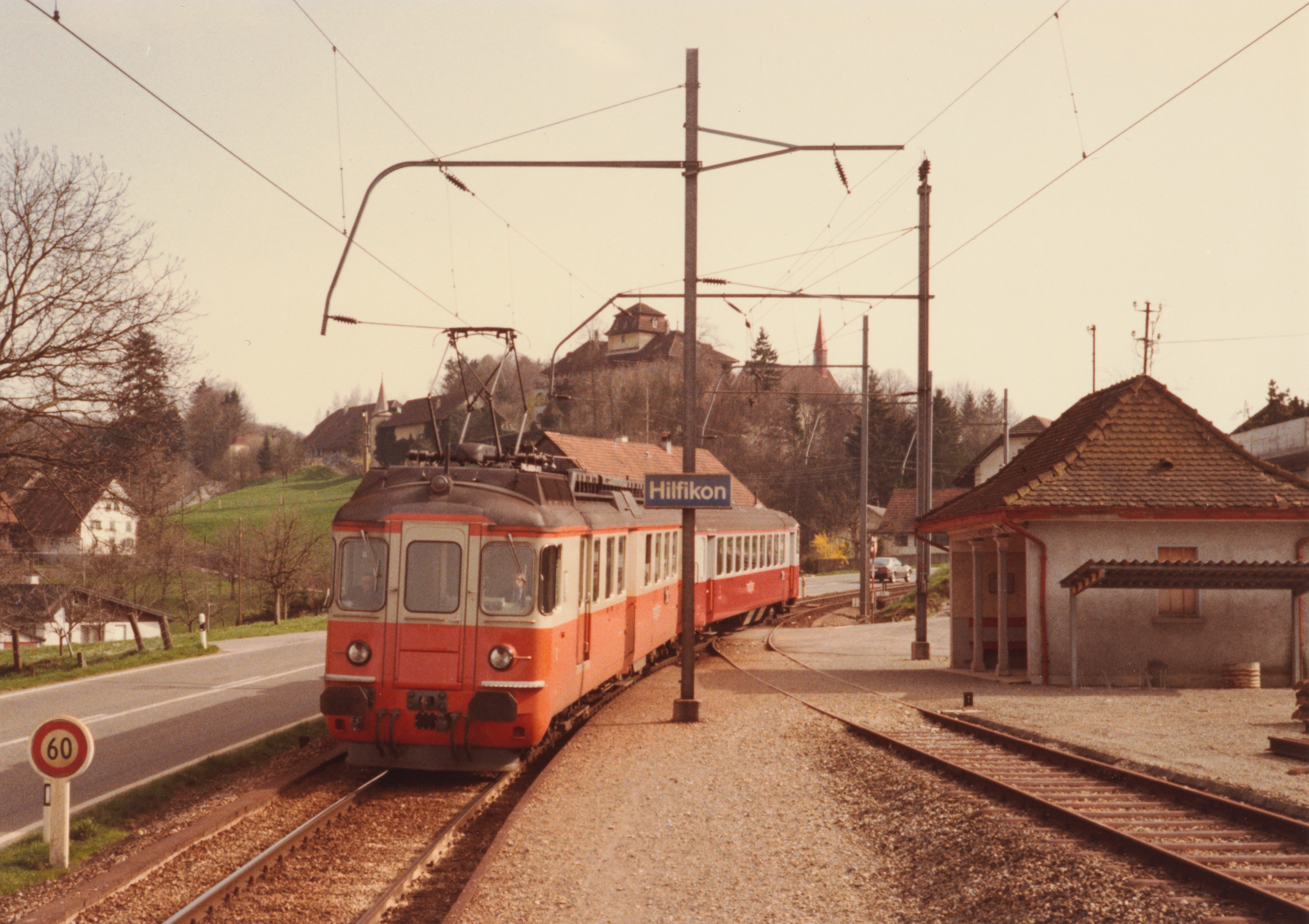
Station Hilfikon, 1993
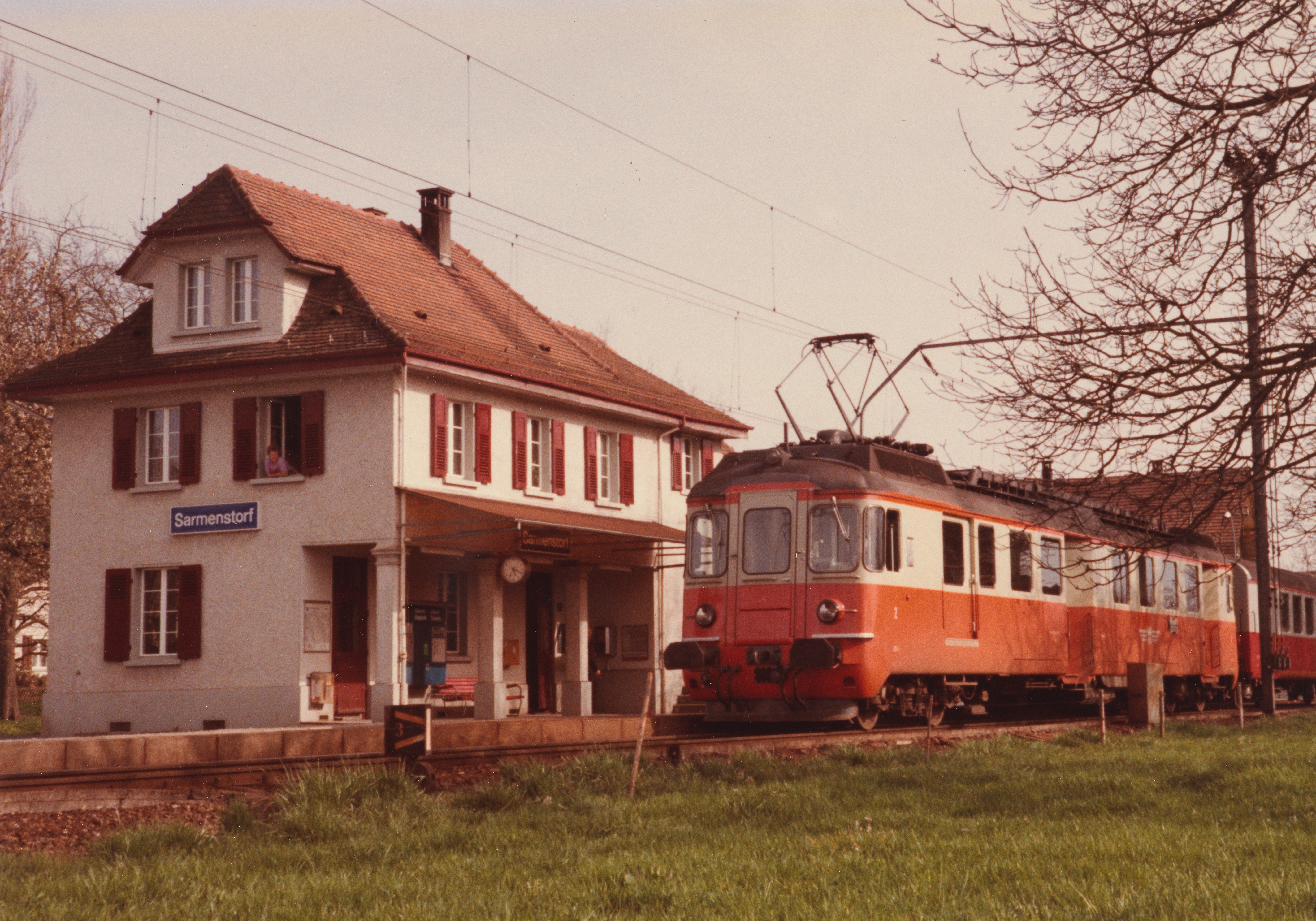
Sarmenstorf, 1983
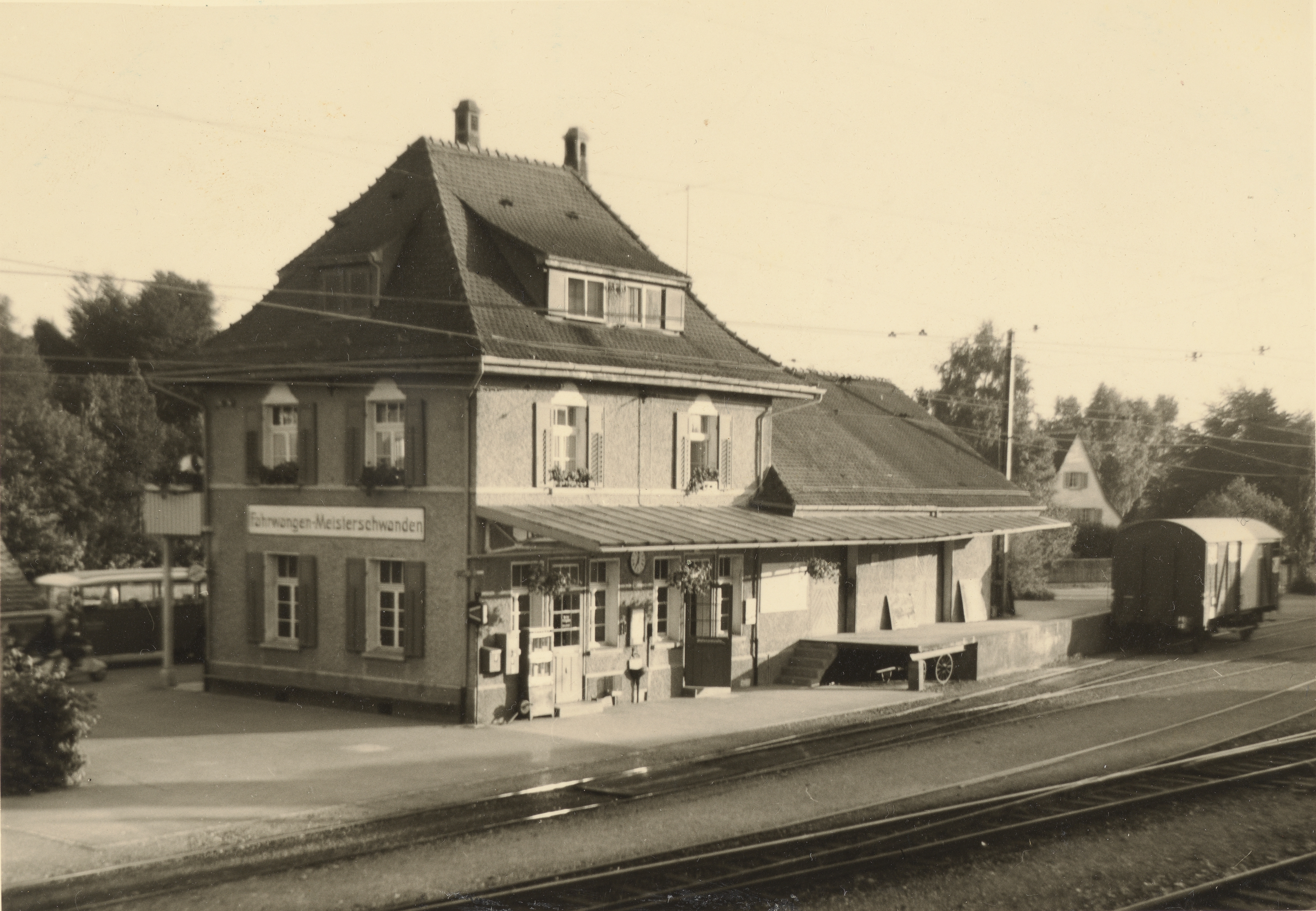
Fahrwangen-Meisterschwanden, undatiert

### Gleichstrombetrieb

Gleichstromzug vor dem Schloss Hilfikon

In den ersten Jahren lag der Personenverkehr leicht unter den Erwartungen, der Güterverkehr aber deutlich darüber, womit sich die Entscheidung für die Normalspur als richtig erwies. Ab 1. März 1920 bestand eine gemeinschaftliche Direktion mit der Bremgarten-Dietikon-Bahn. Mitte der 1920er Jahre begannen zahlreiche Ausbau- und Erneuerungsarbeiten, darunter der Ersatz der Holzschwellen durch Eisenschwellen, Erweiterung von Bahngebäuden und eine neue Gleichrichteranlage in Fahrwangen. Der Ausbau der SBB-Südbahn auf Doppelspur bedingte 1930 die Verlegung der WM-Strecke auf einer Länge von 200 Metern. In den 1930er Jahren wurden zahlreiche Niveauübergänge aufgehoben und die Schienen etwas weiter weg von der teilweise parallel verlaufenden Hauptstrasse gerückt.
Während des Zweiten Weltkriegs verzeichnete die WM eine Zunahme des Verkehrs. In der unmittelbaren Nachkriegszeit sanken die Fahrgastzahlen wieder, auch der Güterverkehr nahm ab. Der Einbau eines neuen Gleichrichters brachte 1947 eine Erhöhung der Spannung von 1000 auf 1200 Volt mit sich. 1957 erhielt Villmergen ein neues Bahnhofgebäude. Zu dieser Zeit gab es erstmals Überlegungen, die sanierungsbedürftige Bahnlinie durch einen Busbetrieb zu ersetzen. Man sah jedoch davon ab, als das 1955 eröffnete Eisenwerk Ferrowohlen eine deutliche Zunahme des Güterverkehrs bewirkte.
Das Eidgenössische Amt für Verkehr (EAV) befürwortete die Sanierung, bestand aber auf den Wechsel des Stromsystems, um die WM-Strecke mit dem SBB-Netz kompatibel zu machen. Bund und Kanton bewilligten 1964 Investitionen in der Höhe von fünf Millionen Franken, während die WM 700'000 Franken aufbringen musste. Schliesslich erfolgte am 18. März 1966 die Umstellung auf das SBB-übliche Stromsystem (15'000 Volt Wechselstrom mit 16⅔ Hertz). Das Rollmaterial wurde komplett erneuert. Mit der Inbetriebnahme von Depot und Werkstätte in Fahrwangen war die Sanierung 1969 abgeschlossen.

### Wechselstrombetrieb und Stilllegung

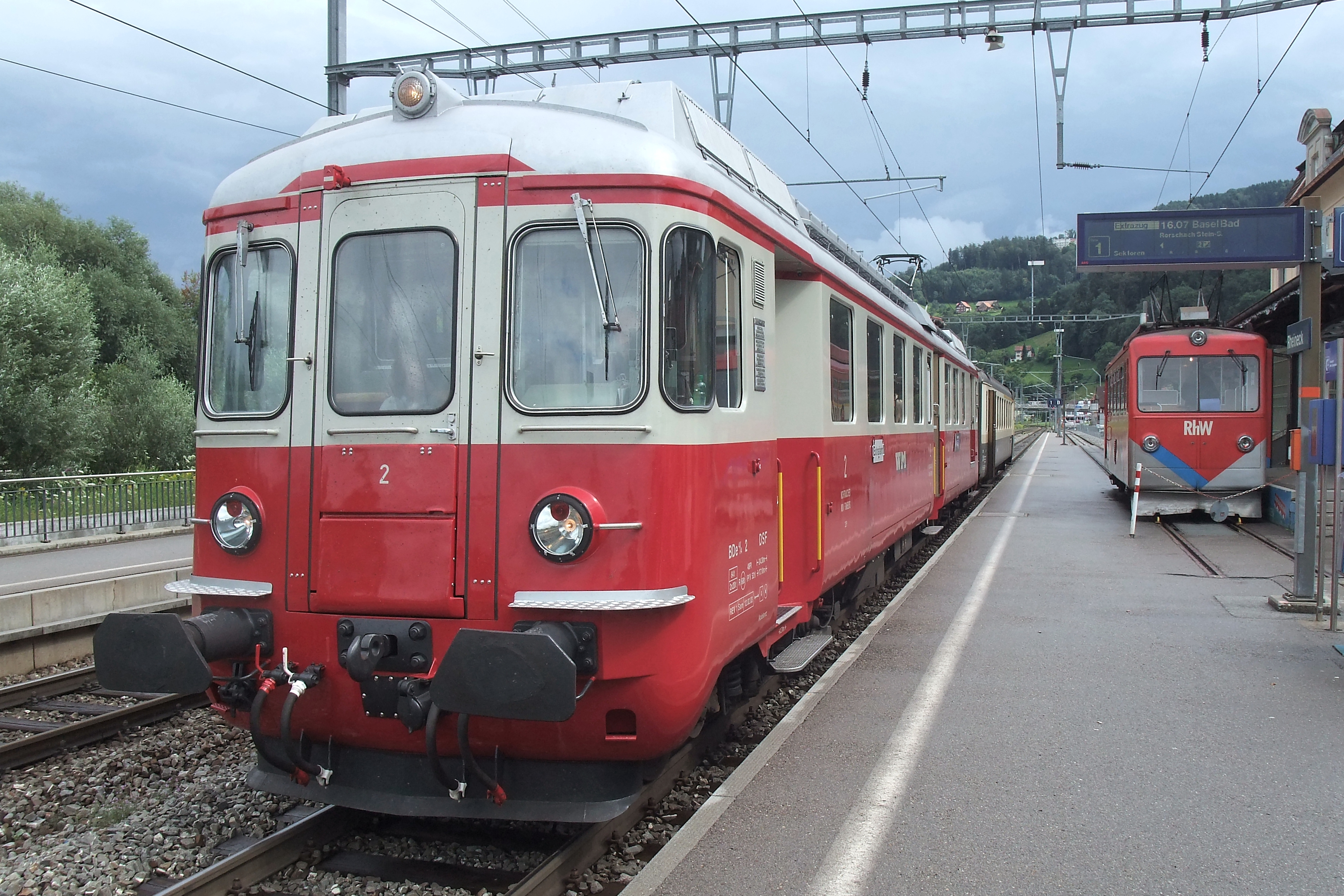
Triebwagen BDe 4/4 2 der WM

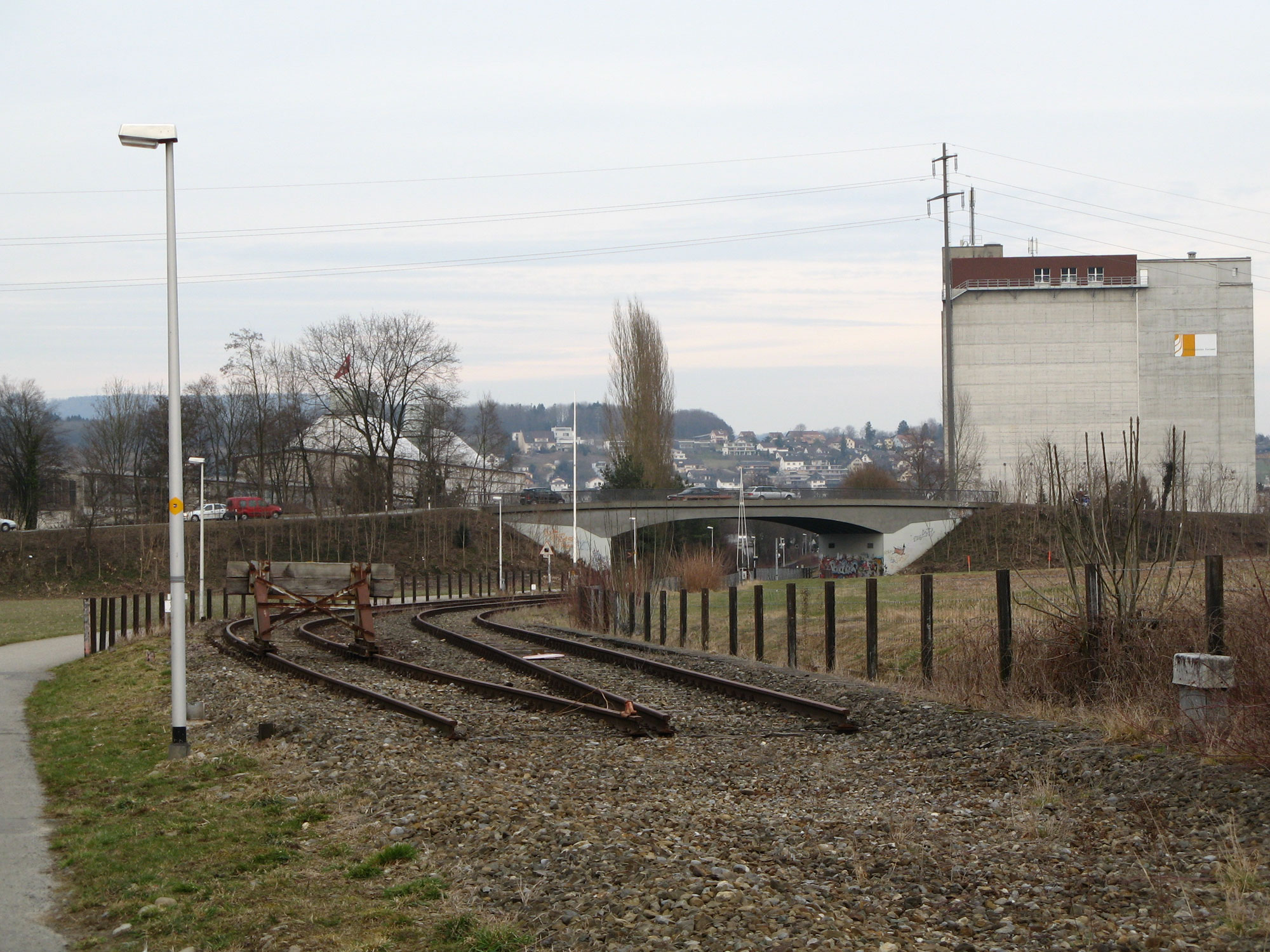
Streckenende am nördlichen Dorfrand von Villmergen

Trotz der Sanierung war das Betriebsergebnis höchstens befriedigend. 1975 stieg das jährliche Defizit auf über eine Million Franken. Um Kosten zu sparen, baute das Unternehmen Personal um fast die Hälfte ab und optimierte die Abläufe. Immer wieder kam eine mögliche Einstellung der Strecke zur Sprache. Von 1980 bis 1983 liessen die SBB den Bahnhof Wohlen vollständig umbauen, wobei die WM ab 1982 über einen eigenen überdachten Perron verfügte. 1987 wurde als weitere Sparmassnahme der kondukteurlose Personenverkehr eingeführt. Im darauf folgenden Jahr bewirkte die Inbetriebnahme eines Anschlussgleises in der Industriezone von Villmergen eine Steigerung des Güterverkehrs.
Als die Ferrowohlen 1994 die Produktion einstellen musste, verlor die WM ihren ertragreichsten Kunden. Zugleich stellten die SBB den Stückgutverkehr in Wohlen ein, und die Post verlegte die Paketbeförderung auf die Strasse. Der Güterverkehr brach regelrecht ein und konnte auch durch den Bau weiterer Anschlussgleise nicht mehr aufgefangen werden. 1995 empfahl das Planungsbüro Infras in einem Gutachten die Verlagerung des Personenverkehrs auf die Strasse, hingegen sollte der Güterverkehr auf einem kurzen Teilstück beibehalten werden. Nachdem Kantonsregierung und -parlament ihre Zustimmung gegeben hatten, wurde der Personenverkehr zum Fahrplanwechsel am 31. Mai 1997 eingestellt. Bereits zwei Jahre zuvor hatte ein Bus den Abendverkehr ab 20 Uhr übernommen.
Das Rollmaterial wurde im Laufe des Jahres bis auf die Diesellokomotive Em 4/4 151 verkauft. Letztere wurde noch für den verbliebenen Güterverkehr auf dem Streckenabschnitt Wohlen–Villmergen benötigt, wo am Bahnhofsareal noch die Getreidemühle der damaligen Dambach AG – die einstige «mittlere» Mühle Villmergens – bedient wurde. Mit dem Abbruch der Strecke zwischen Villmergen und Fahrwangen-Meisterschwanden wurde 1999 begonnen. Vom Ortsausgang Villmergen bis zum Ortseingang Sarmenstorf entstand ein Radweg; durch Sarmenstorf wurde das Trasse weitgehend renaturiert; in Fahrwangen entstand ein Fussweg entlang des ehemaligen Bahndamms. Die Bremgarten-Dietikon-Bahn verwendete nicht mehr benötigte Bahnschranken und Warnlichter weiter.
Nachdem der Güterverkehr 1999 offiziell ebenfalls eingestellt wurde, wurde die Fahrleitungsanlage demontiert und die ehemalige Strecke nur noch als Anschlussgleis betrieben. In den folgenden Jahren wurde die Gleisanlage in Villmergen ebenfalls zurückgebaut; seit spätestens 2007 endet das Anschlussgleis am Siedlungsrand von Villmergen bei der Dienststation Villmergen Rangieranlage.

### Busbetrieb und Auflösung
Den Bestrebungen des Aargauer Regierungsrats die Bahnstrecke stillzulegen und durch einen Busbetrieb zu ersetzen, widersetzen sich die Bevölkerung und der Grosse Rat bereits 1965 und 1979. Erst nachdem auch das Bundesamt für Verkehr (BAV) den Betrieb 1994 als nicht überlebensfähig einstufte, wurde die Umstellung auf einen Busbetrieb erneut untersucht.
Mitte Juni 1994 kam es zu einer Anpassung der Statuten der Wohlen-Meisterschwanden-Bahn (WM), die im Oktober 1994 im Handelsregister publiziert wurde. Neben einem grösseren Wechsel im Verwaltungsrat, wurde auch der Unternehmenszweck geändert und lautete neu «Betrieb von öffentlichen Verkehrsverbindungen im Raume Wohlen, Seetal, Lindenberg» anstatt des bisherigen «Verwaltung und Betrieb der normalspurigen Eisenbahn Wohlen – Fahrwangen – Meisterschwanden».
Bereits per Fahrplanwechsel 1995 begann die WM ihren Bahnbetrieb abends ab 20 Uhr auf Busbetrieb umzustellen. Das Gutachten von Infras bezifferte die jährlichen Einsparungen beim durchgehenden Busbetrieb auf rund 0,8 bis 1,0 Millionen Franken gegenüber dem ohnehin defizitären Bahnbetrieb. Daher beantragte 1996 der Regierungsrat erneut die Umstellung auf Busbetrieb, welche der Grosse Rat am 17. September schliesslich mit 98:16 Stimmen annahm.
Zum Fahrplanwechsel am 1. Juni 1997 begann der WM-Busbetrieb und bediente damit nun auch ganztägig das namengebende Meisterschwanden. In einer weiteren Anpassung der Statuten wurde Mitte 1998 der Unternehmenszweck erweitert und die Domiziladresse von Wohlen nach Bremgarten an den Sitz der BD verlegt; der Verwaltungsrat wurde dabei verkleinert und erneuert. Nachdem der Güterverkehr 1999 eingestellt und mit dem Abbruch der Strecke begonnen wurde, wurde das Depot Fahrwangen endgültig zur Busgarage umgebaut.
Am 27. Juni 2001 stimmte die Generalversammlung der WM der Fusion mit der BD zur BDWM Transport AG zu, die rückwirkend per 31. Dezember 2000 vollzogen wurde. Als eigenständiges Unternehmen wurde die WM am 12. Juli 2012 im Handelsregister gelöscht. Nach Genehmigung des Fusionsvertrags vom 24. April 2018 fusionierte die BDWM ihrerseits mit der Wynental- und Suhrentalbahn (WSB) – rückwirkend per 31. Dezember 2017 – zur Aargau Verkehr AG (AVA).
Der Betrieb der Buslinie Wohlen–Meisterschwanden erfolgte bis 2001 durch die WM selber, bis 2018 durch die BDWM. Die bis Ende 2022 laufende Konzession lautet mittlerweile auf die AVA, der Betrieb erfolgt durch die ehemalige BDWM-Tochtergesellschaft Limmat Bus AG.

## Rollmaterial
| Baureihe                                                                               | Baureihe                 | Hersteller               | Baujahr                  | Herkunft                 | Stückzahl                | Stückzahl                | Ausrangiert                                         | Bemerkungen                     | Quelle                   |
| Serie                                                                                  | Nummern                  | Hersteller               | Baujahr                  | Herkunft                 | total                    | heute                    | Ausrangiert                                         | Bemerkungen                     | Quelle                   |
| Triebwagen (Gleichstrom)                                                               | Triebwagen (Gleichstrom) | Triebwagen (Gleichstrom) | Triebwagen (Gleichstrom) | Triebwagen (Gleichstrom) | Triebwagen (Gleichstrom) | Triebwagen (Gleichstrom) | Triebwagen (Gleichstrom)                            | Triebwagen (Gleichstrom)        | Triebwagen (Gleichstrom) |
| -------------------------------------------------------------------------------------- | ------------------------ | ------------------------ | ------------------------ | ------------------------ | ------------------------ | ------------------------ | --------------------------------------------------- | ------------------------------- | ------------------------ |
| CFe 4/4                                                                                | 1                        | SIG/AEG                  | 1916                     |                          | 1                        | 0                        | 1966                                                | abgebrochen                     | [ 13 ]                   |
| Ce 2/2                                                                                 | 11                       | SIG/AEG                  | 1916                     |                          | 1                        | 0                        | 1966                                                | abgebrochen                     | [ 14 ]                   |
| CFe 4/4                                                                                | 2                        | SIG/MFO                  | 1926                     |                          | 1                        | 0                        | 1966                                                | an BDB verkauft                 | [ 15 ]                   |
| Triebwagen (Wechselstrom)                                                              |                          |                          |                          |                          |                          |                          |                                                     |                                 |                          |
| BDe 4/4                                                                                | 1                        | SIG/SWS SAAS/BBC/MFO     | 1966                     |                          | 2                        | 0                        | 1997                                                | EAV-Triebwagen; an SOB verkauft | [ 16 ]                   |
| BDe 4/4                                                                                | 2                        | SIG/SWS SAAS/BBC/MFO     | 1966                     | 1997                     | 2                        | 0                        | EAV-Triebwagen; an SOB verkauft, seit 2004 beim DSF |                                 | [ 16 ]                   |
| BDe 2/4                                                                                | 3                        | SWS/SAAS                 | 1938                     | STB (1987)               | (Üb)01                   | 0                        | 1997                                                | ex BDe 2/4 101; an ZMB verkauft | [ 17 ]                   |
| Steuerwagen                                                                            |                          |                          |                          |                          |                          |                          |                                                     |                                 |                          |
| Bt                                                                                     | 11                       | SWP/BBC                  | 1966                     |                          | 1                        | 0                        | 1997                                                | EW I; an SOB verkauft           | [ 18 ]                   |
| Personenwagen                                                                          |                          |                          |                          |                          |                          |                          |                                                     |                                 |                          |
| C2                                                                                     | 21                       | SIG                      | 1916                     |                          | 1                        | 0                        | 1966                                                |                                 |                          |
| C2                                                                                     | 22                       |                          |                          | SBB (1921)               | (Üb)01                   | 0                        | 1948                                                | ex C 6617; Umbau zu Dienstwagen |                          |
| B4                                                                                     | 25                       | SIG                      | 1948                     |                          | 2                        | 0                        | 1974                                                | an RHB verkauft                 |                          |
| B4                                                                                     | 26                       | SIG                      | 1948                     | 1997                     | 2                        | 0                        | ab 1968 Vst III; an CSG verkauft                    |                                 |                          |
| Rangierlokomotiven                                                                     |                          |                          |                          |                          |                          |                          |                                                     |                                 |                          |
| Fb 4/4 (bis 1920) Ee 4/4 (ab 1920)                                                     | 51                       | SIG/AEG                  | 1917                     |                          | 1                        | 0                        | 1926                                                | an KLB verkauft                 | [ 19 ]                   |
| Em 2/2                                                                                 | 101                      | SIG/BBC/Saurer           | 1961                     |                          | 2                        | 0                        | 1997                                                | an Metrag verkauft              | [ 20 ]                   |
| Em 2/2                                                                                 | 102                      | SIG/BBC/Saurer           | 1966                     | 1968                     | 2                        | 0                        | an BDB verkauft                                     |                                 | [ 20 ]                   |
| Em 4/4                                                                                 | 151                      | CEM/Poyaud               | 1968                     |                          | 1                        | 0                        | 1999 (?)                                            |                                 | [ 21 ]                   |
| Traktoren                                                                              |                          |                          |                          |                          |                          |                          |                                                     |                                 |                          |
| Tm 2/2                                                                                 |                          | Breuer                   | 1930                     |                          | 1                        | 0                        | 1974                                                | Schienentraktor; abgebrochen    | [ 22 ]                   |
| Ta 2/2                                                                                 | 31                       | Jaeger                   | 1915                     | BBC (1966)               | (Üb)01                   | 0                        | 1997                                                | Akkutraktor, an BLS verkauft    | [ 22 ]                   |
| Üb = Übernahme aus fremden Bestand (Gebrauchtfahrzeug); Um = Umbau aus eigenem Bestand |                          |                          |                          |                          |                          |                          |                                                     |                                 |                          |

Mit der Umstellung zum Wechselstrombetrieb wurde das verbliebene Gleichstrom-Rollmaterial verschrottet, einzig den Triebwagen CFe 4/4 2 übernahm die betriebsführende Bremgarten-Dietikon-Bahn (BDB), die ihn als Rangierfahrzeug auf dem Dreischienengleis Wohlen–Bremgarten West einsetzen konnte. Dieser erwies sich gegenüber der netzunabhängigen Diesel-Rangierlok Em 2/2 102, die nach gerade einmal zwei Jahren ebenfalls von der WM zur BDB wechselte, als äusserst unflexibel. Meist in Bremgarten West abgestellt, wurde der Triebwagen schliesslich 1972 abgebrochen.
Die Em 2/2 102 ihrerseits wurde durch die Beschaffung der leistungsstärkeren, vierachsigen Em 4/4 151 weitgehend überflüssig geworden; sie behielt bei der BD ihre Betriebsnummer und wurde 1994 ans Gleisbauunternehmen Benkler in Villmergen verkauft. Die Schwestermaschine Em 2/2 101 wurde 1997 ans Gleisbauunternehmen Metrag in Rümlang verkauft. Beide Unternehmen sind seit 2010 respektive 2012 Teil der Sersa Technik AG. Bei Sersa eingereiht wurde die ex 101 als Tm 237 914 «Erich», die ex 102 als Tm 237 897 «Madeleine».
Auch nach dem Verkauf des Rollmaterials 1997 verblieb die Em 4/4 151 als letztes Fahrzeug bei der WM. Mit der Einstellung des Güterverkehrs und vermehrter Zustellung durch SBB Cargo wurde die Lokomotive weitgehend arbeitslos, und ans dazumal in Schlieren ansässige Einzelunternehmen Stauffer Schienen- und Spezialfahrzeuge verkauft. Durch Stauffer wurde die Lokomotive an die Holcim (Schweiz) AG weiterverkauft, wo sie als Em 847 851 eingereiht und dem Werk Untervaz zugewiesen wurde. Um 2013 wurde die Lokomotive ausrangiert.